# Thornaby-on-Tees
Thornaby-on-Tees est une ville et une paroisse civile du Yorkshire du Nord, en Angleterre. La ville est située sur la rive sud du fleuve Tees.